# Andrea Montanari
Andrea Montanari (Ravenna, 17 ottobre 1958) è un giornalista italiano, direttore di Rai Radio 3 dal 2021.

## Biografia
Nato a Ravenna, cresciuto in Sicilia, alla metà degli anni '80 collabora con diverse testate, locali e nazionali. Nel 1991 viene assunto al GR2 dal direttore Marco Conti.
Nel 1997 passa dalla radio alla televisione approdando alla  redazione del TG1 con il ruolo di cronista parlamentare, divenendo nel 1998 inviato al seguito del presidente del Consiglio. Nel corso degli anni acquisirà ruoli di maggior rilievo all'interno della redazione politica del telegiornale: nel 2001 il direttore Albino Longhi lo promuove alla mansione di vicecaporedattore, mentre nel 2007 il direttore Gianni Riotta lo promuove caporedattore con l'incarico di introdurre la nota politica, che durante la direzione Riotta veniva trasmessa in diretta da Piazza Montecitorio. Nel 2009 diventa quirinalista, realizzando alcuni speciali sui 150 anni dell'Unità d'Italia.
Nel 2013 la nomina a vicedirettore del TG1, diretto da Mario Orfeo, assumendo la responsabilità di gestione dell'edizione delle 20.00, curando i sommari e assegnando i servizi da mandare in onda, e delle edizioni straordinarie; tra queste si ricordano quelle per gli attacchi terroristici al Bataclan del 2015, a Parigi, fino alla strage di Monaco di Baviera del 2016. Montanari inoltre gestì e condusse anche Speciale TG1; seguirà inoltre durante la sua carriera di vicedirettore la digitalizzazione del primo telegiornale.
Ha gestito e condotto anche le dirette istituzionali in onda su Rai 1 e realizzate sempre dal TG1 su temi riguardanti i fatti nazionali e internazionali.
Nell'agosto del 2016 viene nominato dal consiglio di amministrazione della Rai, su proposta dell'allora direttore generale Antonio Campo Dall'Orto, come nuovo direttore di Rai Radio 1 e del Giornale Radio Rai (testata che coordina le edizioni di Gr1, Gr2, Gr3 e il canale istituzionale Rai Gr Parlamento), prendendo il posto di Flavio Mucciante.
Nel giugno 2017 torna al TG1 come direttore succedendo a Mario Orfeo che, in seguito alla nomina a direttore generale della Rai, lo nomina suo successore al telegiornale; al Giornale Radio Rai e a Radio 1 gli succederà Gerardo Greco.
Il 31 ottobre 2018 viene sostituito alla direzione del TG1 da Giuseppe Carboni. Il 22 maggio 2019 viene nominato dall'AD Salini direttore del neonato Ufficio studi.
Il 13 giugno 2019 conduce su Rai 2 il dibattito che ha seguito il film La Trattativa di Sabina Guzzanti.
Con il pensionamento di Marino Sinibaldi, dal 25 marzo 2021 viene nominato direttore a Rai Radio 3.